# Ксонотліт

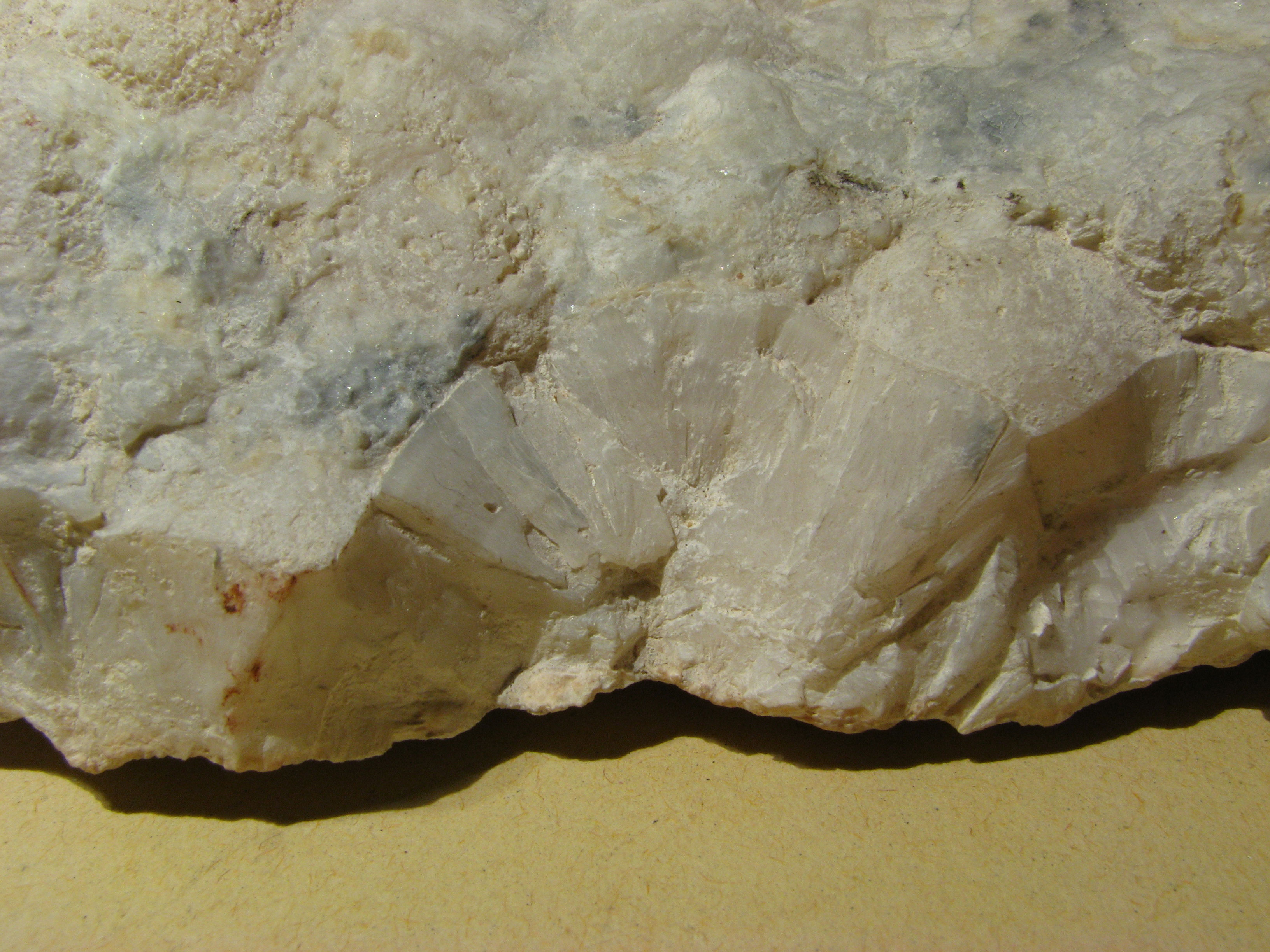
Ксонотліт з Італії

Ксонотліт (рос. ксонотлит; англ. xonotlite; нім. Xonal(t)it m, Xonotlit m) — мінерал, гідроксилсилікат кальцію ланцюжкової будови.
Мінерал вперше був виявлений на шахті в Тетела де Хонотла (Tetela de Xonotla) поблизу Пуебло в центральній частині Мексики і описано в 1866 році Карлом Раммельсбергом, який назвав його за місцем першознахідки.

## Загальний опис
Хімічна формула: Ca6Si6O17(OH)2. Містить (%): CaO — 46,33; SiO2 — 49,95; Н2O — 3,72. Сингонія моноклінна. Масивні спутано-волокнисті та голчасті агрегати. Спайність у одному напрямку. Твердість 6,75. Густина 2,7. Білий, сірий або рожевий. Вперше знайдений у Тетела-де-Ксонотла (Мексика). Розповсюджений у серпентинітах або контактових зонах (штат Каліфорнія, США) та на півострові Босо (Японія).